# Katarina Ingesdotter
Katarina Ingesdotter (floruit 1110) byla švédská princezna, která si vzala dánského prince Bjørna Haraldsena Ironsidea.

## Život
Katarina byla dcerou krále Ingeho Švédského staršího a královny Heleny. Byl sestrou Kristiny Ingesdotter Švédské a Markéty Fredkuly. Katarina byla nejmladší ze tří královských dcer: její sestra Kristina se provdala v 90. letech 11. století a její sestra Markéta v roce 1101. Předpokládá se, že Katarina byla přibližně stejného věku jako její budoucí manžel, takže se narodil někdy kolem roku 1100.
Její otec zemřel v roce 1110, na švédský trůn nastoupili jeho synovci. V době smrti jejího otce byla ještě dítě. Její matka údajně jako vdova vstoupila do opatství Vreta. Její nejstarší sestra Kristina žila v Kyjevské Rusi a byla ve Švédsku považována za příliš daleko na to, aby dostala podíl na dědictví jejich otce. Jejich sestra Markéta byla v tomto okamžiku královnou Dánska. Je známo, že se Markéta podělila o své dědictví se svou neteří Ingrid v Norsku a se svou neteří Ingeborg v Dánsku. Katarina není v těchto transakcích zmíněna, ale jako jediná neprovdaná dcera Ingeho ve Švédsku pravděpodobně byla jednou z jeho dědiců.
Podle ságy Knýtlinga se provdala za dánského prince Bjørna Haraldsena Ironsidea. Z tohoto svazku je známo pouze jedno dítě; jejich dcera Kristina, budoucí švédská královna, která se podle odhadů narodila kolem roku 1122.
V roce 1134 se její manžel ve válce o dánské dědictví postavil na stranu svého strýce Erika II. Dánského, ale téhož roku byl Erikem zabit. Odhaduje se, že její dcera Kristina se ve 40. letech 11. století provdala za budoucího krále Erika IX. Švédského.

## Potomci
1. Kristina Dánská, královna Švédska, si vzala Erika IX. Švédského.